# Zeuctophlebia squalidata
Zeuctophlebia squalidata là một loài bướm đêm trong họ Geometridae.